# ダッドリー・シェルトン・セーナーナーヤカ
ダッドリー・シェルトン・セーナーナーヤカ（シンハラ語: ඩඩ්ලි ශෙල්ටන් සේනානායක, 英語: Dudley Shelton Senanayake, 1911年6月19日 - 1973年4月13日）は、セイロン（現在のスリランカ）の政治家。1950年代から60年代にかけて、3度にわたり首相を務めた。

## 生涯
1911年6月19日、イギリス領セイロンにおいて、後にセイロン独立後の初代首相となるドン・スティーヴン・セーナーナーヤカの長男として生まれた。1946年には農業大臣となり、1952年3月、在任中に不慮の死を遂げた父に代わり、総督ハーウォルド・ラムズボサムにより第2代首相に選出された。この政権は翌1953年10月には終わりを迎えるも、その後1960年の選挙による短命政権を経て、1965年には長期政権となる3度目の首相に就任している。